# Resonac控股
Resonac控股（日语：レゾナック・ホールディングス）是日本一家經營化學工業的公司，也是日經225指數成份股之一。Resonac控股成立於1939年6月，舊名為昭和電工，由森矗昶創辦的日本電子工業與味之素旗下昭和肥料合並而來，公司名稱為兩家公司名的組合。2023年集團改名為Resonac控股。

## 歷史
- 1908年12月，森矗昶設立總房水產株式會社。
- 1926年10月，以總房水產為基礎設立日本沃度，1934年改名為日本電氣工業。
- 1928年4月，昭和肥料株式會社設立。
- 1939年6月，日本電氣工業與昭和肥料合並組成昭和電工。
- 1948年，發生昭和電工事件。
- 1949年，東京證券交易所上市。
- 2023年，集團改名為Resonac控股。

## 事故

### 第二水俁病
1964 年秋季開始，新潟附近的貓出現神經系統疾病。類似癥狀很快在居民身上體現。新潟大學教授根據癥狀，懷疑當地爆發水俁病，並於 1965年5月1日根據病人頭髮含有的大量汞確診。
追溯源頭時發現當時昭和電工株式會社位於新潟郊外阿賀野川上遊鹿瀬町的化工廠於生產過程中排出含有甲基汞的廢水，導致河中魚類受到污染。食用自該河流中捕撈的魚類的市民因此有機汞化合物中毒，導致此次爆發。
事發後，當地居民將昭和電工株式會社告上法庭。 1971 年 9 月 29 日，法院判決該公司敗訴並需要負責賠償居民。

### 嗜酸性粒細胞增多肌痛癥
1989 年 11 月，美國疾病控制與預防中心發現了數例奇怪的病人，癥狀為嗜酸性粒細胞增多與肌肉疼痛。調查發現病人均有服用色氨酸營養補充劑。雖然病人服用的補充劑品牌不同，其中的有效成分色氨酸均來自昭和電工株式會社。
使用高效液相色譜法分析該批次色氨酸時發現混有雜質，並藉此推斷出雜質可能是導致該疾病爆發的原因。調查發現，昭和電工株式會社於生產這一批色氨酸時，將用於生產的桿菌進行了基因編輯以提高產量，並且修改了純化過程。根據美國疾病控制與預防中心的統計，該次事故導致至少 1500 人患病，其中至少 37 人死亡。美國於此次事故後禁止售賣色氨酸，直至 2001 年解除禁令。

## 外部鏈接
- レゾナック -Resonac- （页面存档备份，存于） - 官方網站